# Avernus lacus
Het Avernus lacus (Italiaans: Lago d'Averno; Oudgrieks: ἡ Ἄορνος λίμνη / hē Áornos límnē) is een diep, in een uitgebrande krater gelegen meer van Campanië ten zuidoosten van Cumae.
Averno, de naam voor de Griekse onderwereld, is hier mogelijk als volksetymologie afgeleid van het Griekse ἄορνος, "zonder vogels", op basis van het idee dat vogels die zich boven het water waagden dood zouden neerstorten. In Aeneas schrijft Vergilius over giftige dampen die uit het meer omhoog kwamen. Het is mogelijk dat in die tijd in de zuurstofloze onderlaag methaan werd gevormd of gassen als gevolg van hydrothermale circulatie kwamen instromen, en via gasbellen of zelfs omkering (vermenging met de bovenste lagen door de lagere druk) naar de oppervlakte kwamen.
De associatie met de dood hing ermee samen dat de Grieken en Romeinen aannamen dat hier een toegang was tot de onderwereld. Vergilius laat hier Aeneas beginnen met zijn afdaling naar het rijk van Pluto, Hyginus plaatst hier Odysseus' ontmoeting met Elpenor.
Ondanks de associatie met het Dodenrijk, nam Agrippa in 37 v.Chr. het meer als de oorlogshaven portus Julius in gebruik om scheepsbemanningen te trainen voor zeeslagen.
Ten westen van het meer bevond zich een grot genoemd de grot van de Sibille van Cumae.